# محوطه تل قلعه
محوطه تل قلعه مربوط به دوره ساسانیان است و در شهرستان بیضا، بخش بیضا، دهستان بیضا، روستای بوزنجان علیا، مجاور یک مرغداری واقع شده و این اثر در تاریخ ۳۰ بهمن ۱۳۸۶ با شمارهٔ ثبت ۲۰۹۵۹ به‌عنوان یکی از آثار ملی ایران به ثبت رسیده است.